# فورتزا موتوراسپورت ۷
فورزا موتور اسپورت ۷ (به انگلیسی: Forza Motorsport 7) یک بازی ویدئویی به سبک شبیه‌سازی مسابقه است که توسط ترن ۱۰ استودیوز توسعه یافته و به‌وسیله استودیو مایکروسافت در اکتبر ۲۰۱۷، برای مایکروسافت ویندوز و اکس‌باکس وان منتشر شده‌است. این بازی دنبالهٔ فورزا موتور اسپورت ۶، و هفتمین قسمت اصلی از مجموعه بازی‌های فورزا به‌شمار می‌رود. بازی دارای ویژگی‌هایی از قبیل ۷۰۰ خودرو—شامل خودروهای جدید نسخه فورزا هورایزن است، که اکثر آن‌ها از فورزا هورایزن ۳ آورده شده‌اند.